# Illerträsket
Illerträsket är en sjö i Överkalix kommun i Norrbotten och ingår i Kalixälvens huvudavrinningsområde. Sjön har en area på 0,0679 kvadratkilometer och ligger 68,2 meter över havet.

## Delavrinningsområde
Illerträsket ingår i det delavrinningsområde (739898-179700) som SMHI kallar för Ovan VDRID = Kugerbäcken i Ängesåns vattendragsyta. Medelhöjden är 88 meter över havet och ytan är 34,04 kvadratkilometer. Räknas de 272 avrinningsområdena uppströms in blir den ackumulerade arean 4 008,98 kvadratkilometer. Ängesån (Liinajoki) som avvattnar avrinningsområdet har biflödesordning 2, vilket innebär att vattnet flödar genom totalt 2 vattendrag innan det når havet efter 97 kilometer. Avrinningsområdet består mestadels av skog (76 procent). Avrinningsområdet har 1,48 kvadratkilometer vattenytor vilket ger det en sjöprocent på 4,3 procent.